# Pipeline école-prison
Dans les travaux de sociologues américains, le  pipeline école-prison (school to prison pipeline) désigne le mécanisme social par lequel des jeunes exclus du système scolaire, en raison de pratiques disciplinaires rigoristes, prennent rapidement et fréquemment le chemin du système pénal et carcéral. Ce phénomène affecte de manière disproportionnée les jeunes issus de milieux défavorisés et de minorités ethniques. Des experts ont blâmé des politiques de tolérance zéro et une augmentation de la présence policière dans les écoles pour avoir créé le phénomène. 